# Protonemura ruffoi
Protonemura ruffoi is een steenvlieg uit de familie beeksteenvliegen (Nemouridae). De wetenschappelijke naam van de soort is voor het eerst geldig gepubliceerd in 1961 door Consiglio.